# Huai He
Rijeka Huai (kineski: 淮河, pinyin: Huái Hé) je rijeka u Kini. Huai He se nalazi na pola put između Žute rijeke i Yangtzea, dvije najveće rijeke u Kini, te poput njih, teče sa zapada na istok. Huai, međutim, ne utječe u more zbog čega se često poplavljuje.
Linija koju tvore Huai He i Qinling planine se smatra prirodnom granicom Sjeverne i Južne Kine. 
Rijeka Huai je duga 1.078 kilometara a sliv joj iznosi 174.000 kvadratnih kilometara. Veće pritoke Huai He su Hong, Quan, Guo i Hui, sve četiri su lijeve pritoke.

## Vanjske poveznice
- https://web.archive.org/web/20041018152837/http://www.chinapage.com/river/huaihe/huaihe.html